# Franz Xaver Krenkl

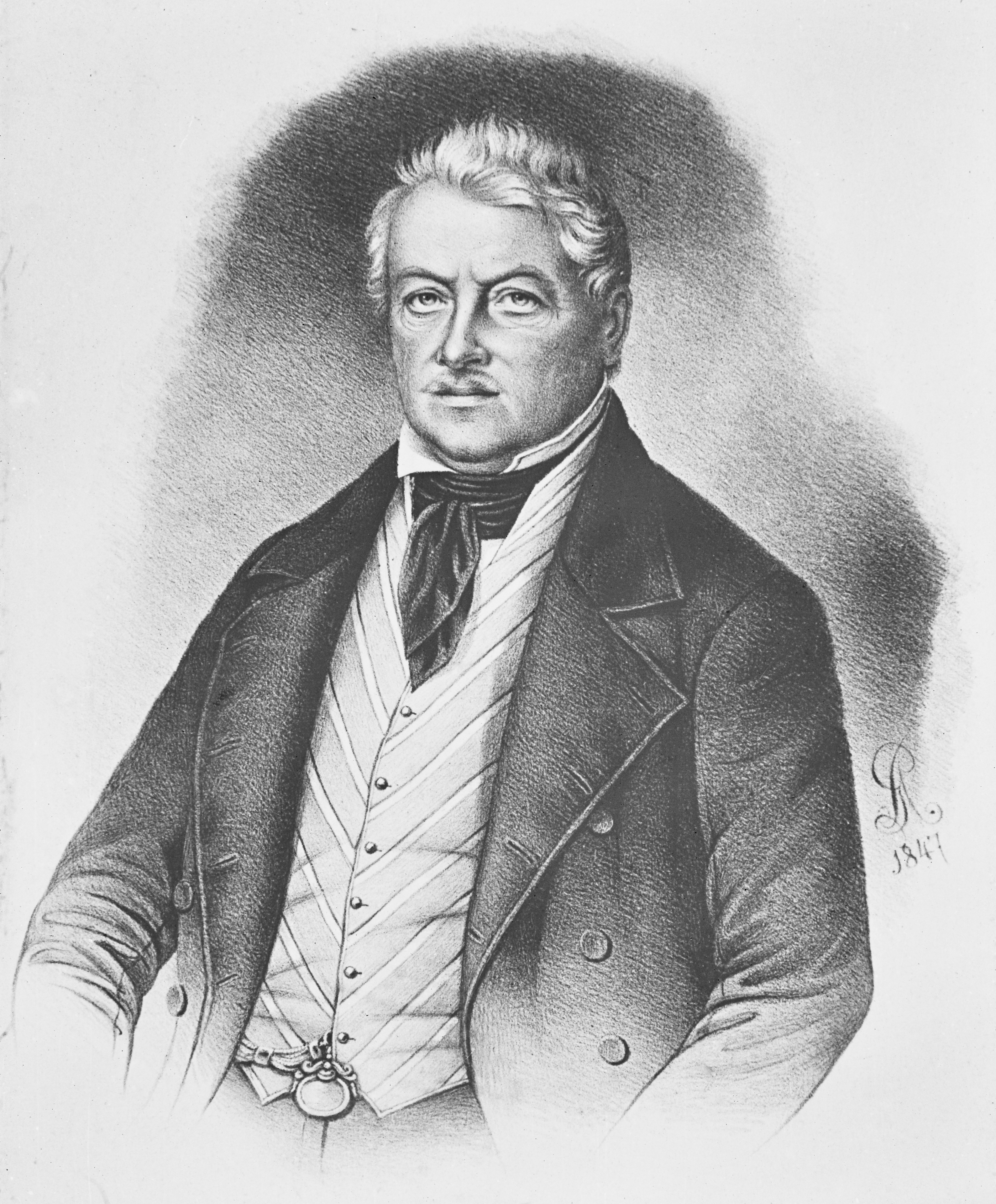
Franz Xaver Krenkl, 1847

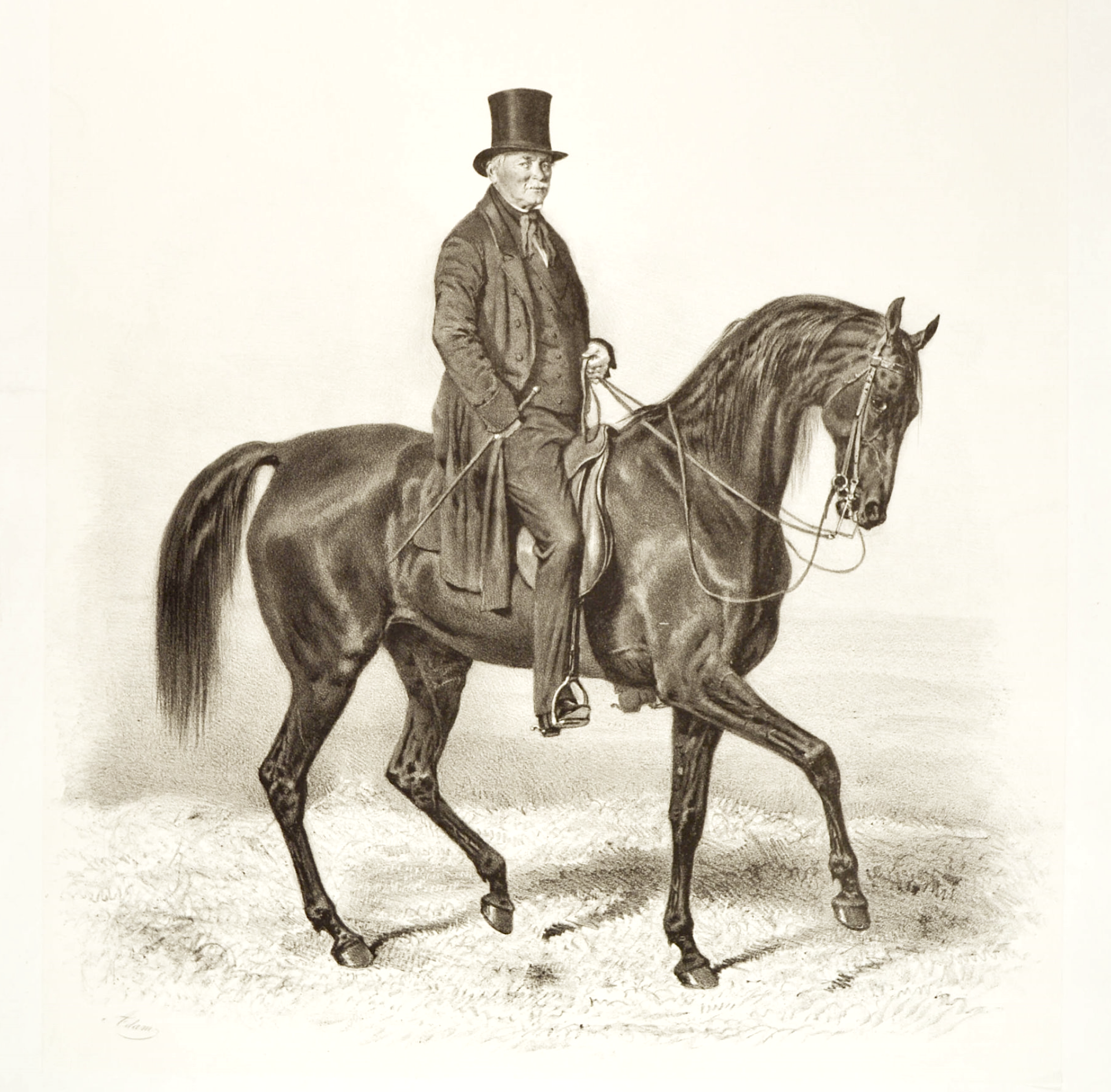
Franz Xaver Krenkl zu Pferde im Alter von 80 Jahren, 1859, von Benno Adam

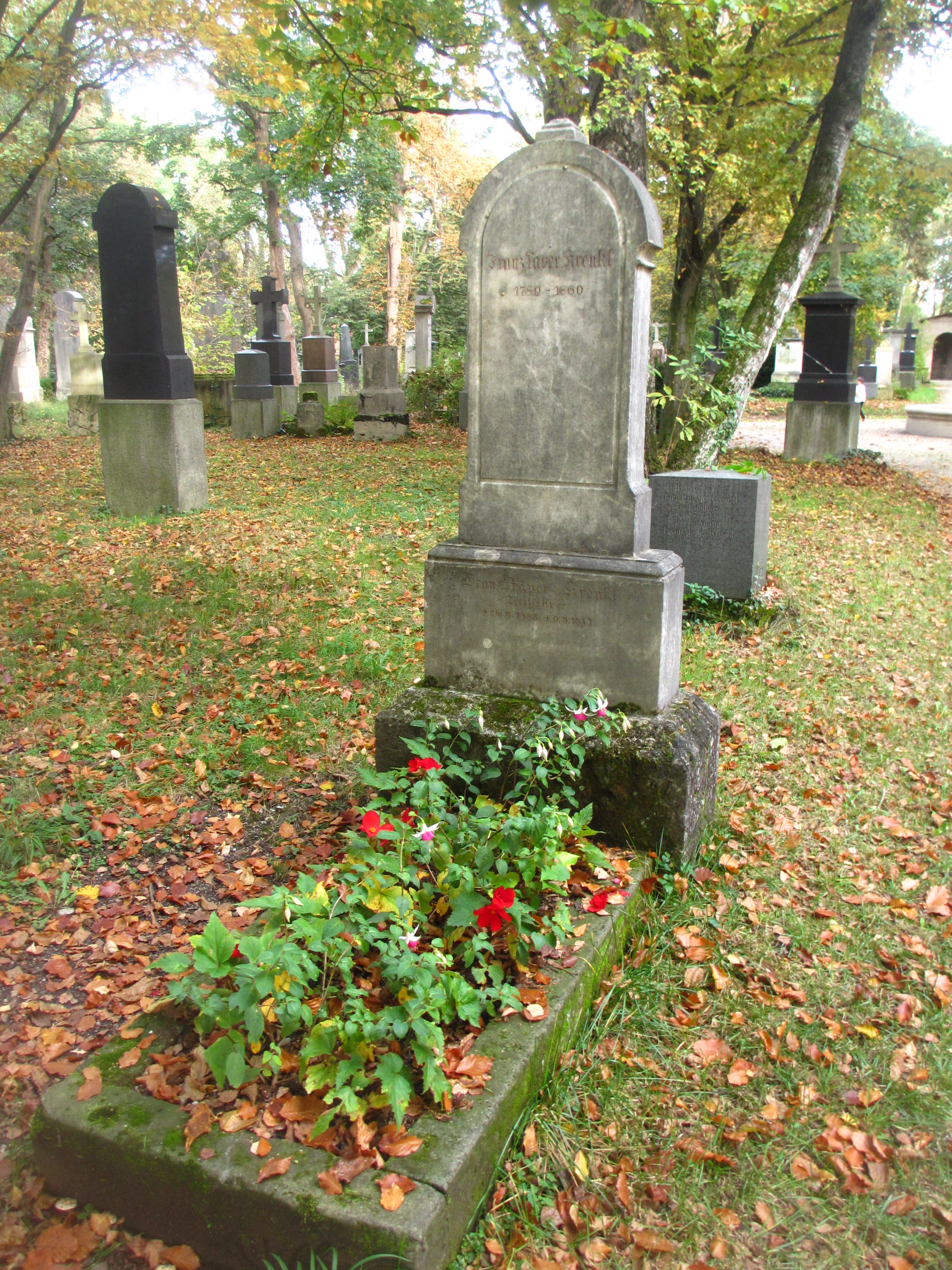
Grab von Franz Xaver Krenkl auf dem Alten Südlichen Friedhof in München

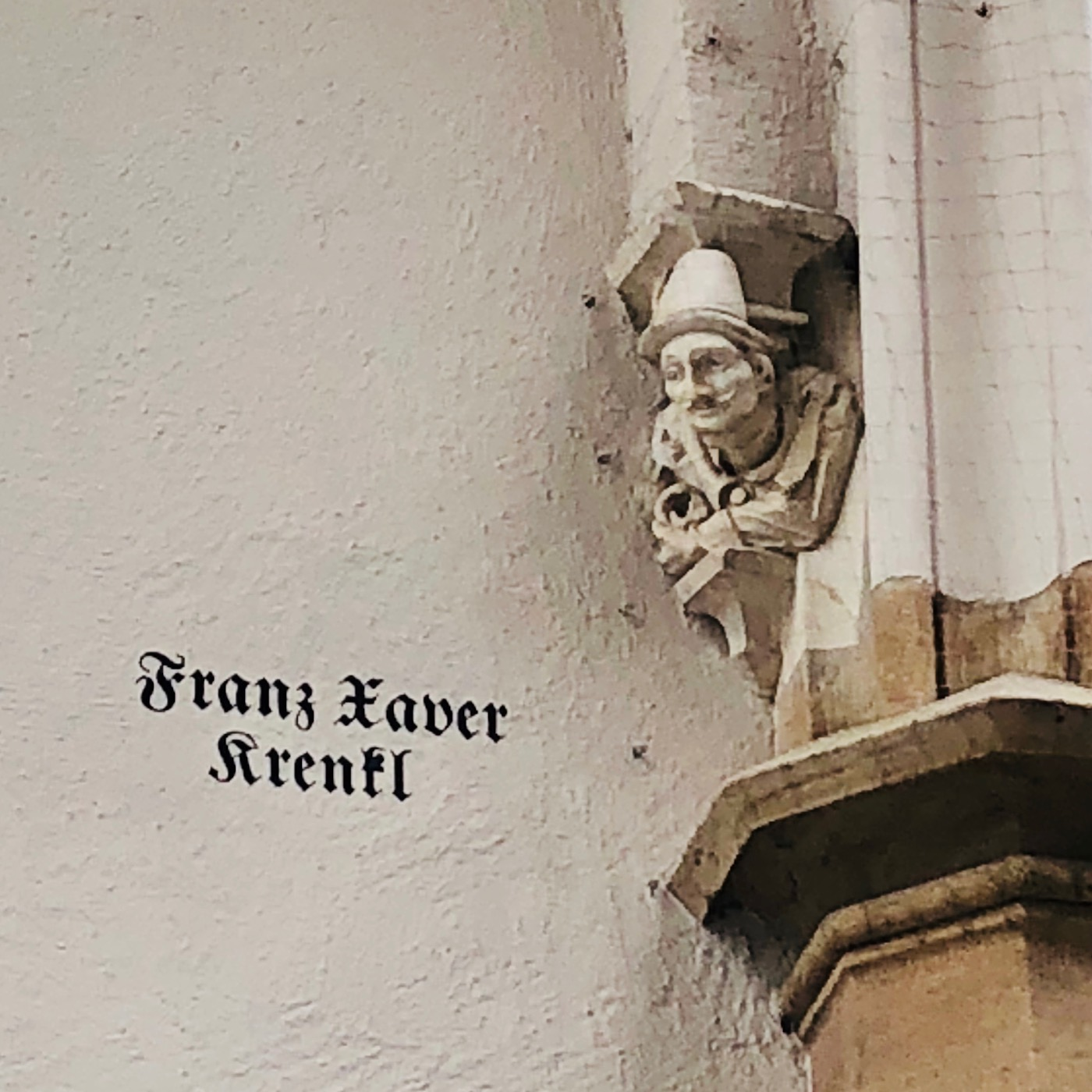
Mittelgewölbe Karlstor – Stachus, Franz Xaver Krenkl

Franz Xaver Krenkl (* 15. November 1780 in Landshut; † 23. April 1860 in Stuttgart) war ein bayerischer Rennstallbesitzer und Pferdehändler.

## Leben
Krenkl diente nach einer Bäckerlehre kurz bei der bayerischen Kavallerie. Pferde bestimmten auch seinen weiteren Lebensweg: Krenkl, der ab 1806 in München lebte, wurde erfolgreicher Pferdehändler und betrieb zudem eine Lohnkutscherei für gutgestellte Kunden. Sein Rennstall errang beim Oktoberfestrennen vierzehnmal den Meistertitel. Bleibende Berühmtheit erlangte er jedoch, als er die Kutsche von Kronprinz Ludwig im Englischen Garten verbotswidrig überholte und ihm dabei zurief: Majestät, wea ko, dea ko! (hochdeutsch: Majestät, wer kann, der kann!). Der Ausruf wurde zum geflügelten Wort.
Franz Krenkl starb 1860 im Alter von 79 Jahren auf einer Reise bei einem Theaterbesuch in Stuttgart.

## Grabstätte
Die Grabstätte von Franz Xaver Krenkl befindet sich auf dem Alten Südlichen Friedhof in München (Gräberfeld 17 – Reihe 9 – Platz 57) Standort.

## Krenkl-Preis
Die SPD München-Süd verleiht seit 1990 einen nach ihm benannten Preis für Zivilcourage und bürgerschaftliches Engagement. Preisträger sind u. a. Helmut Fischer, Peter Neuhauser (1994, Münchner Caritas-Direktor), Günther und Elisabeth Hölzl (2004), Miroslav Nemec (2005), Ruth Drexel (2006), Marianne Koch (2007), Jutta Speidel (2008), Bündnis für die Versammlungsfreiheit Bayerns (2009), Konstantin Wecker und Malte Pennekamp (2010), Michael Lerchenberg (2012), Hans Well (2013), Ulrich Chaussy und Werner Dietrich (Rechtsanwalt) (2015), Wolfram P. Kastner und Bellevue di Monaco (2022).

## Denkmal
Am Mittelgewölbe des Münchner Karlstors befinden sich vier kleine Steinplastiken, von denen eine Franz Xaver Krenkl gewidmet ist.